# Universidade Federal de Tecnologia Owerri
A Universidade Federal de Tecnologia de Owerri (FUTO) é uma universidade do governo federal localizada em Owerri West, a capital do Estado de Imo. A universidade é delimitada pelas comunidades de Eziobodo, Umuchima, Ihiagwa e Obinze, no estado de Imo, na Nigéria. É a principal universidade federal de tecnologia nas regiões sudeste e sul da Nigéria.
A Universidade Federal de Owerri é a Universidade de Tecnologia mais antiga da Nigéria e foi fundada em 1980 por decreto do Executivo com a composição e nomeação do primeiro Conselho provisório pelo Primeiro Presidente Executivo da Nigéria, Shehu Shagari. Tornou-se a primeira de três dessas universidades criadas pelo Governo Federal da Nigéria, que procurou estabelecer uma Universidade de Tecnologia em cada região geopolítica e, particularmente, em um Estado que não possuía uma Universidade convencional.
A FUTO começou com 225 alunos e 60 funcionários (28 acadêmicos e 32 não acadêmicos). Como outras universidades federais na Nigéria, a FUTO é dirigida por um chanceler que geralmente é um pai real, e seguido por um vice-chanceler que supervisiona as atividades diárias da universidade.
A escola também tem um Senado, que é o braço de decisão mais alto da Universidade. Os estudantes da FUTO são carinhosamente chamados de Futoites e eles são mais de 22.000. A FUTO tem mais de 50 professores. O atual vice-chanceler é o professor Francis C. Eze.

## História
A universidade foi fundada em 1980. Mais tarde, fundiu-se com a Faculdade de Educação Alvan Ikoku, Owerri, absorvendo os alunos deste último.
É uma das principais universidades tecnológicas da África Ocidental. Seu corpo estudantil é composto por pessoas de toda a África Ocidental e além. É a única universidade federal de tecnologia no sudeste da Nigéria e uma das mais antigas da África Ocidental.
A universidade é conhecida por seus graduados tecnologicamente fortes, evidenciada pelo grande número de seus ex-alunos atualmente em empresas de petróleo e gás na Nigéria. A maior porcentagem de engenheiros na maioria das empresas de petróleo na Nigéria são ex-alunos da FUTO.

## Faculdade
A universidade tem oito faculdades:
- Escola de Agricultura e Tecnologia Agrícola (SAAT)[7]
- Escola de Engenharia e Tecnologia de Engenharia (SEET)[8]
- Escola de Ciências Físicas (SOPS)[9]
- Escola de Ciências Biológicas (SOBS)[10]
- Escola de Gestão e Gestão de Tecnologia (SMAT)[11]
- Escola de Saúde (SOHT)[12]
- Escola de Ciências Ambientais (SOES)[10]
- Escola de Ciências Médicas Básicas (SBMS)[13]

## Vice-chanceleres
Prof. U.D. Gomwalk (1980-1986)
    Prof. Amah Nduka (1986-1991)
    Prof. O.G. Oba (1992-1999)
    Prof. Jude Njoku (2000–2005)
    Prof. tardio C.E.O. Onwuliri (2006–2011)
    Prof. C.C. Asiabaka (2011–2016)
    Prof. Francis Chukwuemeka Eze (2016 – presente)

## Ranking das universidades nigerianas
No início de 2011, a comissão universitária nacional (NUC), órgão responsável pelas universidades na Nigéria, classificou a FUTO como a 48ª melhor universidade do país. Em maio de 2013, foi classificada como a 12ª melhor universidade do país. No entanto, no ranking da NUC lançado em julho de 2015, o FUTO ficou em 23º lugar. [17]
A FUTO é atualmente a 7ª melhor universidade da Nigéria, de acordo com 4icu.org.ng.